# Euphoria (programmeertaal)
Euphoria is een programmeertaal die draait op Windows, Linux, FreeBSD en MS-DOS. Het werd ontwikkeld door Rapid Deployment Software. In het begin moest er nog betaald worden voor de compiler, maar deze is nu ook gratis.

## Omschrijving
Euphoria is een interpreter, maar het is ook mogelijk om programma's vooraf te compileren. Op de website zeggen ze dat het eenvoudiger is dan BASIC en razendsnel, zeker in vergelijking met andere geïnterpreteerde talen.
Het werkt in de basis met slechts twee typen variabelen: atom en sequence. Een getal (klein of groot) is van het type atom. Een reeks is van het type sequence. Dat kan een reeks zijn van atoms, sequences of een combinatie daarvan. Een sequence is vergelijkbaar met zowel strings als arrays in andere talen.
Daarnaast zijn typen te gebruiken als integer (een subtype van atom voor gehele getallen), object (ongedefinieerd, kan atom of sequence zijn) en zelfgedefinieerde typen of datastructuren.
Er staan op de website van Euphoria vele programma's in broncode.

## Voorbeeld
De volgende code print de tekst "Hello World!" uit:
```
 puts(1,"Hello World!\n")
```